# Championnats du monde de biathlon 2001
Navigation
Oslo et Lahti 2000 Oslo 2002
Les Championnats du monde de biathlon 2001 se tiennent du 3 au 11 février 2001 à Pokljuka (Slovénie), qui a déjà accueilli les mondiaux de poursuite en 1998.

## Les résultats
| Épreuve                             | Or                                                                   | Argent                                                                   | Bronze                                                                     |
| 3 février : Sprint 10 km H          | Pavel Rostovtsev                                                     | Rene Cattarinussi                                                        | Halvard Hanevold                                                           |
| 3 février : Sprint 7,5 km F         | Kati Wilhelm                                                         | Uschi Disl                                                               | Liv Grete Poirée                                                           |
| 4 février : Poursuite 12,5 km H     | Pavel Rostovtsev                                                     | Raphaël Poirée                                                           | Sven Fischer                                                               |
| 4 février : Poursuite 10 km F       | Liv Grete Poirée                                                     | Corinne Niogret                                                          | Magdalena Forsberg                                                         |
| 6 février : Individuel 15 km F      | Magdalena Forsberg                                                   | Liv Grete Poirée                                                         | Olena Zubrilova                                                            |
| 7 février : Individuel 20 km H      | Paavo Puurunen                                                       | Vadim Sashurin                                                           | Ilmars Bricis                                                              |
| 9 février : Départ groupé 12,5 km F | Magdalena Forsberg                                                   | Martina Glagow                                                           | Liv Grete Poirée                                                           |
| 9 février : Départ groupé 15 km H   | Raphaël Poirée                                                       | Ole Einar Bjørndalen                                                     | Sven Fischer                                                               |
| 10 février : Relais 4 × 6 km F      | Russie Olga Pyleva Anna Bogali Galina Koukleva Svetlana Ishmouratova | Allemagne Uschi Disl Katrin Apel Andrea Henkel Kati Wilhelm              | Ukraine Olena Zubrilova Olena Petrova Nina Lemesh Tetyana Vodopyanova      |
| 11 février : Relais 4 × 7,5 km H    | France Gilles Marguet Vincent Defrasne Julien Robert Raphaël Poirée  | Biélorussie Alexei Aidarov Alexandre Syman Oleg Ryzhenkov Vadim Sashurin | Norvège Egil Gjelland Frode Andresen Halvard Hanevold Ole Einar Bjørndalen |

## Le tableau des médailles
| Médailles | Pays        | Or | Argent | Bronze | Ensemble |
| --------- | ----------- | -- | ------ | ------ | -------- |
| 1         | Russie      | 3  | 0      | 0      | 3        |
| 2         | France      | 2  | 2      | 0      | 4        |
| 3         | Suède       | 2  | 0      | 1      | 3        |
| 4         | Allemagne   | 1  | 3      | 2      | 6        |
| 5         | Norvège     | 1  | 2      | 4      | 7        |
| 6         | Finlande    | 1  | 0      | 0      | 1        |
| 7         | Biélorussie | 0  | 2      | 0      | 2        |
| 8         | Italie      | 0  | 1      | 0      | 1        |
| 9         | Ukraine     | 0  | 0      | 2      | 2        |
| 10        | Lettonie    | 0  | 0      | 1      | 1        |